# Пархоменко Віктор Олександрович
Віктор Олександрович Пархоменко (29 вересня 1905, село Верхнє, тепер у складі міста Лисичанська Луганської області — 11 листопада 1997, місто Москва) — радянський військово-морський діяч, віце-адмірал, командувач ескадри Чорноморського флоту (1948—1951), командувач Чорноморського флоту ВМФ СРСР (липень — грудень 1955).

## Біографія
У Військово-морському флоті СРСР з 1923 року. Член РКП(б) з 1924 року.
Закінчив артилерійську школу молодших спеціалістів в Севастополі (жовтень 1923 — вересень 1924), Паралельні класи при Військово-морському училищі імені Фрунзе (вересень 1928 — жовтень 1931), артилерійський сектор СККС ВМС РСЧА (листопад 1933 — березень 1934), командирський факультет Військово-морської академії імені Ворошилова достроково (січень 1940 — червень 1941).
Служив червонофлотцtv (серпень — жовтень 1923), артилерійським старшиною (вересень 1924 — листопад 1925), партійним організатором по комсомолу (серпень — грудень 1926 роки) і політруком 3-ї групи берегової оборони (серпень — грудень 1926), потім роти навчального загону (до листопада 1927 роки) і пізніше (до вересня 1928 роки) 50-го окремого авіазагону ВПС Морських сил Чорного моря.
З жовтня 1931 по серпень 1932 року служив артилеристом на есмінці «Карл Маркс», потім до січня 1933 року — помічник командира цього ж корабля, а далі переведений на Балтійський флот, де служив командиром БЧ-2 есмінця «Володарський» (січень — жовтень 1933 року). У 1934—1936 роках — помічник командира монітора «Вихор».
З червня 1936 по березень 1937 року — помічник командира навчального загону, в 1937—1938 роках — начальник штабу загону. З травня 1938 по січень 1940 — командир монітора «Червоний Схід» Амурської Червонопрапорної флотилії.
Учасник німецько-радянської війни. У червні — липні 1941 року командував дивізіоном канонерських човнів, потім до листопада 1941 року виконував обов'язки старшого помічника командира крейсера «Червона Україна» Чорноморського флоту. Був контужений. З листопада 1941 по листопад 1943 року — командир есмінця «Беспощадний». Був повторно контужений. Командував 1-м дивізіоном ескадрених міноносців Чорноморського флоту (листопад 1943 — грудень 1944), потім до листопада 1945 року — крейсером «Молотов». До лютого 1946 року — начальник штабу Загону надводних кораблів, одночасно до травня 1946 року проводив у Німеччині приймання трофейних кораблів для Чорноморського флоту.
З лютого 1946 до листопада 1948 року — начальник штабу Ескадри Чорноморського флоту, потім до вересня 1951 року — командувач Ескадри. З вересня 1951 до липня 1955 року — начальник штабу Чорноморського флоту, з 12 липня по 8 грудня 1955 року — командувач Чорноморського флоту ВМФ СРСР. 8 грудня 1955 роки після підриву і загибелі лінійного корабля «Новоросійськ» знятий з посади і понижений у званні до контр-адмірала.
З 1956 року — 1-й заступник командувача Тихоокеанського флоту. З 1960 року — начальник Вищих спеціальних класів офіцерського складу Військово-морського флоту СРСР. Відновлений у званні віцеадмірала. У 1964 році — старший групи від ВМФ СРСР при продажу кораблів в Індонезію. З 1968 по 1969 рік — начальник допоміжного флоту і аварійно-рятувальної служби ВМФ СРСР.
З 1969 року — у відставці. Проживав у Москві.

## Звання
- віце-адмірал (1953)
- контр-адмірал (1955)
- віце-адмірал

## Нагороди
- орден Леніна (1948)
- п'ять орденів Червоного Прапора (20.12.1942, 20.04.1944, 3.11.1944, 1952)
- орден Нахімова II ступеня (26.05.1945)
- орден Вітчизняної війни I ступеня (6.04.1985)
- медалі в тому числі:
  - медаль «За оборону Одеси»
  - медаль «За оборону Севастополя»
  - медаль «За оборону Кавказу»
  - медаль «За перемогу над Німеччиною у Великій Вітчизняній війні 1941—1945 рр.»
  - медаль «Ветеран Збройних сил СРСР»